# Embalse de las Cañas
Embalse de las Cañas este o arie protejată (arie specială de conservare — SAC, sit de importanță comunitară — SCI, arie de protecție specială avifaunistică — SPA) din Spania întinsă pe o suprafață de 178,82 ha, integral pe uscat.

## Localizare
Centrul sitului Embalse de las Cañas este situat la coordonatele 42°29′06″N 2°24′08″W / 42.4849°N 2.4023°V.

## Înființare
Situl Embalse de las Cañas a fost declarat arie de protecție specială avifaunistică în decembrie 1990 pentru a proteja 35 de specii de animale. Alte tipuri de protecție:
- sit de importanță comunitară (în martie 1999)
- arie specială de conservare (în iunie 2016)[1][3][4]

## Biodiversitate
Situată în ecoregiunea mediteraneană, aria protejată conține 11 habitate naturale: Tufărișuri halo-nitrofile (Pegano-Salsoletea), Galerii și tufărișuri riverane sudice (Nerio-Tamaricetea și Securinegion tinctoriae), Iazuri temporare mediteraneene, Pseudostepă cu ierburi și specii anuale de Thero-Brachypodietea, Lande oro-mediteraneene cu formațiuni endemice de grozamă, Lacuri eutrofice naturale cu vegetație de tip Magnopotamion sau Hydrocharition, Ape puternic oligomezotrofe cu vegetație bentonică cu Chara spp., Pajiști umede mediteraneene cu ierburi înalte de Molinio-Holoschoenion, Pășuni mediteraneene udate de apa mării (Juncetalia maritimi), Salicornia și alte specii anuale care populează regiunile mlăștinoase și nisipoase, Galerii de Salix alba și de Populus alba.
La baza desemnării sitului se află mai multe specii protejate:
- păsări (33): pitulice de apă (Acrocephalus paludicola), fluierar de munte (Actitis hypoleucos), rață sulițar (Anas acuta), rață pitică (Anas crecca), rață mare (Anas platyrhynchos), gâscă cenușie (Anser anser), stârc cenușiu (Ardea cinerea), stârc roșu (Ardea purpurea), rață-cu-cap-castaniu (Aythya ferina), buhai de baltă (Botaurus stellaris), Bubulcus ibis,  prundaș gulerat mic (Charadrius dubius), barză albă (Ciconia ciconia), erete de stuf (Circus aeruginosus), erete vânăt (Circus cyaneus), egretă mică (Egretta garzetta), lișiță (Fulica atra), ciocârlan (Galerida cristata), becațină comună (Gallinago gallinago), stârc pitic (Ixobrychus minutus), Lanius meridionalis, Larus michahellis, pescăruș râzător (Larus ridibundus), grelușel-de-zăvoi (Locustella luscinioides), rață fluierătoare (Mareca penelope), rață pestriță (Mareca strepera), rață cu ciuf (Netta rufina), stârc de noapte (Nycticorax nycticorax), Porphyrio porphyrio porphyrio, Spatula clypeata, rață cârâitoare (Spatula querquedula), nagâț (Vanellus vanellus), Zapornia pusilla
- mamifere (2): vidră de râu (Lutra lutra), nurcă (Mustela lutreola)

Pe lângă speciile protejate, pe teritoriul sitului au mai fost identificate 3 specii de păsări, 4 specii de amfibieni, 1 specie de mamifere.